# Natalie Wood
Natalie Wood (pseudoniem van Natalja Nikolajevna Zacharenko, Russisch: Наталья Николаевна Захаренко) (San Francisco, 20 juli 1938 – Santa Catalina Island, 29 november 1981) was een Amerikaans actrice.
Wood was de dochter van een Russische immigrant en zus van Lana Wood.
Als kind speelde ze in enkele Hollywoodfilms. Bij haar eerste film was ze vier jaar oud. In de jaren vijftig werd ze een van de grote tieneridolen van die tijd.
Haar bekendste film uit die tijd is Rebel Without a Cause (1955), die haar als zeventienjarige beroemd en van James Dean een legende maakte. Haar rol als Judy bracht haar een Oscar-nominatie. Daarna speelde zij een bijrol in de western The Searchers (1956) van John Ford. In 1961 verscheen ze als Maria in de verfilming van de musical van Leonard Bernstein, West Side Story.
Privé vormde ze in de jaren 50 en 60 een echtpaar met de acteur Robert Wagner. Net als dat met Elizabeth Taylor en Richard Burton het geval was, had het enkele crises en een echtscheiding nodig voor ze elkaar alsnog vonden. Ze waren getrouwd van 1957 tot 1962; na een kort huwelijk met de Engelse producent en agent Richard Gregson en de geboorte van hun dochter Natasha Gregson Wagner, trouwde ze in 1972 opnieuw met Wagner en kreeg ook een kind van hem.
Als actrice was ze in die tijd niet zo actief meer; ze trad alleen nog op in televisiefilms.
Wood overleed in november 1981 op 43-jarige leeftijd na een zeiltochtje met haar man Wagner, filmacteur Christopher Walken en kapitein Dennis Davern. Bij de opnames van Brainstorm (opgenomen in 1981, uitgebracht in 1983) was al gebleken dat Wood niet kon zwemmen. Terwijl de bevriende acteurs nog wat zaten te praten, gleed Wood waarschijnlijk uit in de regen bij het verplaatsen van een sloep die tegen het verankerde zeiljacht aanstootte. Ze raakte te water met haar regenjas aan en verdronk. Na drie kwartier maakten de mannen zich ongerust. Ze hoopten dat Wood aan wal was gegaan om haar familie te bellen en schakelden de kustwacht in. De hieropvolgende theorie dat Wood zelfmoord pleegde uit frustratie over haar vermeende onbeantwoorde liefde voor Walken, is nooit onderbouwd. In november 2011, dertig jaar na dato, werd het onderzoek naar haar dood opnieuw geopend. Hoewel een aantal zaken niet helemaal duidelijk was, werd Wagner daarna niet langer als verdachte gezien.
Haar levensverhaal is verfilmd als The Mystery of Natalie Wood. Ook zender Investigation Discovery (ID) maakte een aflevering over haar in Natalie Wood: An American Murder Mystery.

## Filmografie

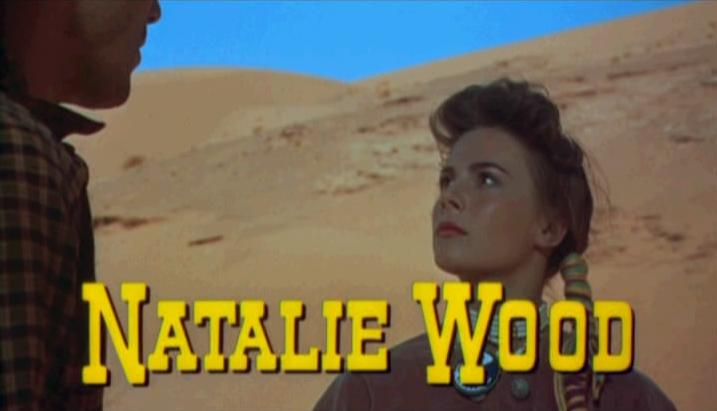
Wood in The Searchers (1956)

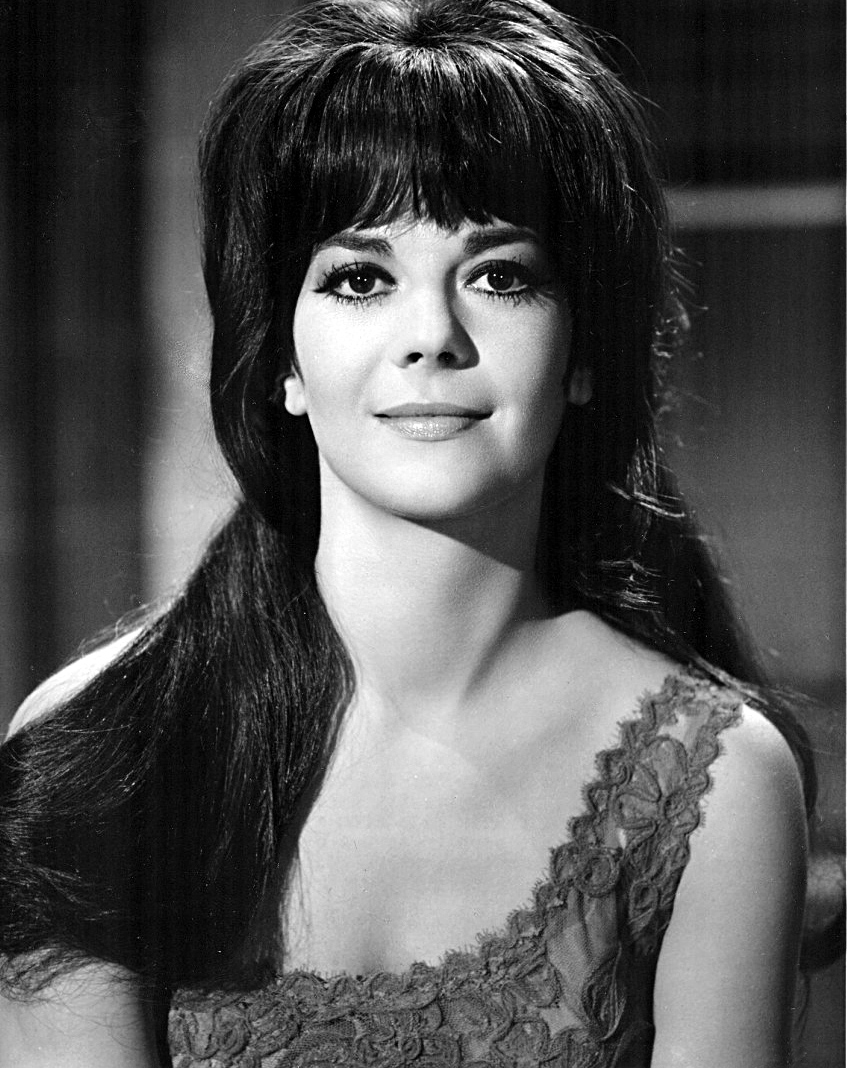
Wood in Penelope (1966)